# Trirhithrum leonense
Trirhithrum leonense är en tvåvingeart som beskrevs av White och Albany Hancock 2003. Trirhithrum leonense ingår i släktet Trirhithrum och familjen borrflugor.
Artens utbredningsområde är Sierra Leone. Inga underarter finns listade i Catalogue of Life.